# Cistus novus
Cistus novus är en solvändeväxtart som beskrevs av Rouy, Fouc. och Gaut.. Cistus novus ingår i släktet Cistus och familjen solvändeväxter. Inga underarter finns listade i Catalogue of Life.